# Mycosphaerella cryptica
Mycosphaerella cryptica är en svampart som först beskrevs av Mordecai Cubitt Cooke, och fick sitt nu gällande namn av Clifford George Hansford 1956. Mycosphaerella cryptica ingår i släktet Mycosphaerella och familjen Mycosphaerellaceae.   Inga underarter finns listade i Catalogue of Life.